# Davidsstjärna

Davidsstjärnan.

Israels flagga.

En davidsstjärna (hebreiska: מגן דוד: Magen David, egentligen davidssköld) är en sexuddig stjärna, det vill säga ett hexagram som är format av två trianglar. Den är mest förknippad med judendomen men har använts i många kulturer sedan bronsåldern.
Davidsstjärnan är känd sedan bronsåldern och brukad i många kulturer. I den judiska och i den arabiska traditionen kallas den "Davids sköld" alternativt "Salomos sigill". Det antas att namnets ursprung kommer efter formen eller emblemet på kung Davids sköld. Davidsstjärnan kopplas ihop med David som en symbol. För den judiska religionen har den efter hand fått en position motsvarande det kristna korset. 
Davidsstjärnan är en relativt ny symbol för judendomen och förekommer sällan i den tidiga judiska litteraturen. Tidigare var det främst den sjuarmade ljusstaken (menora) som symboliserat judendomen. Symbolen kan för första gången beläggas som judisk symbol på ett israeliskt sigill daterat till 600-talet, och senare på en synagoga. Detta är inget som bevisar att det skulle vara en symbol för judarna redan under denna tid, då det lika gärna kunde ha varit utsmyckningar; å andra sidan finns inte heller något som direkt talar emot det. Under medeltiden tvingades judarna bära en symbol som liknade davidsstjärnan för att visa att man var jude. På 1300-talet placerade judar davidsstjärnan på sin flagga, därför är den även centralt placerad på Israels flagga.
På 1800-talet började fler och fler använda davidsstjärnan som en symbol för judarna, detta främst på grund av att sioniströrelsen började använda stjärnan som sin symbol 1897. De ville skapa en symbol som för judarna skulle motsvara det kristna korset. Under denna tid blev det allt vanligare att davidsstjärnor prydde synagogorna som en symbol för judarnas gudstjänstlokal. 
I områden kontrollerade av nazisterna var judarna ålagda att sy fast en gul davidsstjärna, "judestjärnan", på vänstra bröstet på sina ytterkläder. Samma förfarande skedde i koncentrationslägret Auschwitz.

## Symbolens betydelse
Det finns många teorier om vad davidsstjärnan betyder och står för. Några menar att på grund av att stjärnan är hoptvinnad så går den inte att separera på, precis som det judiska folket. Några menar att den nedre delen av stjärnan pekar neråt mot den mänskliga världen och den övre delen pekar uppåt mot Gud. Några andra menar att stjärnans tre sidor representerar de tre olika typer av judar som finns: Israel, Kohanim och Leviterna. En fjärde teori har en mer praktisk förklaring; under Bar Kokhba-upproret (132-135 e.Kr.) utvecklades det en ny teknik för att bygga sköldar vilken innebar att baksidan av skölden hade två trianglar som gick in i varandra och bildade ett hexagoniskt mönster som gjorde skölden mer hållbar och starkare än tidigare. Ytterligare en teori är att traditionen säger att de sex uddarna står för att Gud härskar överallt och att han beskyddar Israel från alla sidor, det vill säga alla väderstrecken - nordväst, norr, nordost, sydost, syd och sydväst. Ytterligare tolkning är de olika fält som davidsstjärnan innehar och som motsvarar skapelseberättelsen[källa behövs] : Gud skapade världen på sex dagar och på den sjunde så vilade han.